# Gåstjärnen (Silvbergs socken, Dalarna)
Gåstjärnen är en sjö i Säters kommun i Dalarna och ingår i Dalälvens huvudavrinningsområde.